# Płudzim
Płudzim (biał. Плудзім, ros. Плудим) – przystanek kolejowy w rejonie swietłahorskim, w obwodzie homelskim, na Białorusi. Położony jest na linii Żłobin - Mozyrz - Korosteń.
Zlokalizowany jest w oddaleniu od skupisk ludzkich. Najbliższą miejscowością są Dzienisowiczy.